# Anis Bacha Matar
Anis Bacha Matar, né le 7 février 1982 à Tunis, est un footballeur tunisien évoluant au poste de défenseur avec l'Union sportive de Bousalem.

## Carrière
- juillet 2008-juillet 2011 : Olympique de Béja (Tunisie)
- juillet 2011-juillet 2012 : El Gawafel sportives de Gafsa (Tunisie)
- juillet 2012-janvier 2013 : Grombalia Sports (Tunisie)
- janvier 2013-janvier 2015 : La Palme sportive de Tozeur (Tunisie)
- janvier 2015-septembre 2016 : Club sportif de Korba (Tunisie)
- septembre 2016-janvier 2019 : Association sportive de Djerba (Tunisie)
- depuis janvier 2019 : Union sportive de Bousalem (Tunisie)

## Palmarès
- Vainqueur de la coupe de Tunisie en 2010